# A New Orleans Saints 2007-es szezonja
A 2007-es New Orleans Saints szezon a csapat 41. évadja volt a National Football League-ben (NFL). A tervek szerint a 2006-os 10–6-os alapszakaszbeli mutató javítása és a rájátszásba jutás volt a cél. Egyik sem valósult meg, a Saints 7–9-es mutatóval zárta az alapszakaszt, és a csoportjában (NFC South) csak a harmadik helyen végzett.

## Edzői stáb
2007-ben Sean Payton vezetőedző a második szezonját kezdte a Saintsnél. Hozzá csatlakozott az offensive coordinator Doug Marrone és a defensive coordinator Gary Gibbs.

## Program

### Előszezon
| Hét | Dátum               | Ellenfél            | Időpont   | Helyszín            | TV          | Eredmény | Mutató | Összefoglaló                                                         |
| --- | ------------------- | ------------------- | --------- | ------------------- | ----------- | -------- | ------ | -------------------------------------------------------------------- |
| HF  | 2007. augusztus 5.  | Pittsburgh Steelers | 20:00 EDT | Fawcett Stadion     | NFL Network | V 20–7   | 0–1    |                                                                      |
| 1.  | 2007. augusztus 10. | Buffalo Bills       | 20:00 EDT | Louisiana Superdome | CBS         | V 13–10  | 0–2    | NFL.com Archiválva 2007. október 11-i dátummal a Wayback Machine-ben |
| 2.  | 2007. augusztus 18. | Cincinnati Bengals  | 19:30 EDT | Paul Brown Stadion  | CST         | Gy 27–19 | 1–2    | NFL.com Archiválva 2007. október 11-i dátummal a Wayback Machine-ben |
| 3.  | 2007. augusztus 23. | Kansas City Chiefs  | 20:30 EDT | Arrowhead Stadion   | CST         | Gy 30–7  | 2–2    | NFL.com Archiválva 2007. október 11-i dátummal a Wayback Machine-ben |
| 4.  | 2007. augusztus 30. | Miami Dolphins      | 20:00 EDT | Louisiana Superdome | CST         | Gy 7–0   | 3–2    | NFL.com                                                              |

* HF = Hall of Fame mérkőzés

## Főszezonbeli eredmények

### Főszezon
| Hét | Dátum                | Ellenfél             | Időpont                | Helyszín                | TV        | Eredmény  | Mutató | Összefoglaló                                                          |
| --- | -------------------- | -------------------- | ---------------------- | ----------------------- | --------- | --------- | ------ | --------------------------------------------------------------------- |
| 1.  | 2007. szeptember 6.  | Indianapolis Colts   | 20:30 EDT (2:30 CEST)  | RCA Dome                | NBC       | V 41–10   | 0–1    | NFL.com                                                               |
| 2.  | 2007. szeptember 16. | Tampa Bay Buccaneers | 13:00 EDT (19:00 CEST) | Raymond James Stadion   | FOX       | V 31–14   | 0–2    | NFL.com                                                               |
| 3.  | 2007. szeptember 24. | Tennessee Titans     | 20:30 EDT (2:30 CEST)  | Louisiana Superdome     | ESPN      | V 31–14   | 0–3    | NFL.com                                                               |
| 4.  | Pihenőhét            | Pihenőhét            | Pihenőhét              | Pihenőhét               | Pihenőhét | Pihenőhét |        |                                                                       |
| 5.  | 2007. október 7.     | Carolina Panthers    | 13:00 EDT (19:00 CEST) | Louisiana Superdome     | FOX       | V 16–13   | 0–4    | NFL.com                                                               |
| 6.  | 2007. október 14.    | Seattle Seahawks     | 20:15 EDT (2:15 CEST)  | Qwest Field             | NBC       | Gy 28–17  | 1–4    | NFL.com                                                               |
| 7.  | 2007. október 21.    | Atlanta Falcons      | 13:00 EDT (19:00 CEST) | Louisiana Superdome     | FOX       | Gy 22–16  | 2–4    | NFL.com                                                               |
| 8.  | 2007. október 28.    | San Francisco 49ers  | 16:15 EDT (21:15 CET)  | Monster Park            | FOX       | Gy 31–10  | 3–4    | NFL.com                                                               |
| 9.  | 2007. november 4.    | Jacksonville Jaguars | 13:00 EST (19:00 CET)  | Louisiana Superdome     | CBS       | Gy 41–24  | 4–4    | NFL.com                                                               |
| 10. | 2007. november 11.   | St. Louis Rams       | 13:00 EST (19:00 CET)  | Louisiana Superdome     | FOX       | V 37–29   | 4–5    | NFL.com                                                               |
| 11. | 2007. november 18.   | Houston Texans       | 13:00 EST (19:00 CET)  | Reliant Stadion         | FOX       | V 23–10   | 4–6    | NFL.com                                                               |
| 12. | 2007. november 25.   | Carolina Panthers    | 13:00 EST (19:00 CET)  | Bank of America Stadion | FOX       | Gy 31–6   | 5–6    | NFL.com                                                               |
| 13. | 2007. december 2.    | Tampa Bay Buccaneers | 13:00 EST (19:00 CET)  | Louisiana Superdome     | FOX       | V 27–23   | 5–7    | NFL.com Archiválva 2007. december 27-i dátummal a Wayback Machine-ben |
| 14. | 2007. december 10.   | Atlanta Falcons      | 20:30 EST (2:30 CET)   | Georgia Dome            | ESPN      | Gy 34–14  | 6–7    | NFL.com Archiválva 2007. december 28-i dátummal a Wayback Machine-ben |
| 15. | 2007. december 16.   | Arizona Cardinals    | 13:00 EST (19:00 CET)  | Louisiana Superdome     | FOX       | Gy 31-24  | 7–7    | NFL.com Archiválva 2007. december 27-i dátummal a Wayback Machine-ben |
| 16. | 2007. december 23.   | Philadelphia Eagles  | 13:00 EST (19:00 CET)  | Louisiana Superdome     | FOX       | V 23–38   | 7–8    | NFL.com Archiválva 2008. január 19-i dátummal a Wayback Machine-ben   |
| 17. | 2007. december 30.   | Chicago Bears        | 13:00 EST (19:00 CET)  | Soldier Field           | FOX       | V 33–25   | 7–9    | NFL.com Archiválva 2008. január 14-i dátummal a Wayback Machine-ben   |

### A csoport állása
| NFC South            | NFC South | NFC South | NFC South | NFC South | NFC South     | NFC South   | NFC South |
| Csapatok             | Gy        | V         | D         | Arány     | Szerzett pont | Kapott pont | Mutató    |
| -------------------- | --------- | --------- | --------- | --------- | ------------- | ----------- | --------- |
| Tampa Bay Buccaneers | 9         | 7         | 0         | 0,563     | 334           | 270         | V–2       |
| New Orleans Saints   | 7         | 9         | 0         | 0,438     | 379           | 388         | V–2       |
| Carolina Panthers    | 7         | 9         | 0         | 0,438     | 267           | 347         | Gy–1      |
| Atlanta Falcons      | 4         | 12        | 0         | 0,250     | 259           | 414         | Gy–1      |

## Eredmények az alapszakaszban

### 1. hét: Indianapolis Colts (idegenben)
|        | 1 | 2  | 3  | 4  | Végeredmény |
| ------ | - | -- | -- | -- | ----------- |
| Saints | 0 | 10 | 0  | 0  | 10          |
| Colts  | 7 | 3  | 14 | 17 | 41          |

RCA Dome, Indianapolis, Indiana
- A játék kezdete: 20:30 EDT
- Időjárás: Fedett stadion
- Főbíró: Walt Anderson
- Nézőszám: 57 361 fő
- Közvetítők (NBC): Al Michaels és John Madden

### 2. hét: Tampa Bay Buccaneers (idegenben)
|            | 1 | 2  | 3 | 4 | Végeredmény |
| ---------- | - | -- | - | - | ----------- |
| Saints     | 0 | 0  | 7 | 7 | 14          |
| Buccaneers | 7 | 14 | 7 | 3 | 31          |

Raymond James Stadion, Tampa, Florida
- A játék kezdete: 13:00 EDT
- Időjárás: 31,1 °C (enyhén felhős)
- Főbíró: Gerry Austin
- Nézőszám: 65 178 fő

### 3. hét: Tennessee Titans
|        | 1  | 2 | 3 | 4  | Végeredmény |
| ------ | -- | - | - | -- | ----------- |
| Titans | 10 | 0 | 7 | 14 | 31          |
| Saints | 0  | 7 | 7 | 0  | 14          |

Louisiana Superdome, New Orleans, Louisiana
- Időjárás: Fedett stadion
- Főbíró: Mike Carey
- Nézőszám: 70 002 fő
- Közvetítők (ESPN): Mike Tirico, Tony Kornheiser, Ron Jaworski, Michele Tafoya és Suzy Kolber

### 5. hét: Carolina Panthers
|          | 1 | 2 | 3 | 4  | Végeredmény |
| -------- | - | - | - | -- | ----------- |
| Panthers | 3 | 3 | 0 | 10 | 16          |
| Saints   | 3 | 3 | 7 | 0  | 13          |

Louisiana Superdome, New Orleans, Louisiana
- Időjárás: Fedett stadion
- Főbíró: Gene Steratore
- Nézőszám: 70 001 fő

### 6. hét: Seattle Seahawks (idegenben)
|          | 1 | 2  | 3 | 4 | Végeredmény |
| -------- | - | -- | - | - | ----------- |
| Saints   | 7 | 21 | 0 | 0 | 28          |
| Seahawks | 0 | 10 | 0 | 7 | 17          |

Qwest Field, Seattle, Washington
- A játék kezdete: 17:15 PTZ
- Időjárás: 20 °C (napos)
- Főbíró: Jeff Triplette
- Nézőszám: 68 296 fő
- Közvetítők (NBC): Al Michaels és John Madden

### 7. hét: Atlanta Falcons
|         | 1 | 2  | 3 | 4 | Végeredmény |
| ------- | - | -- | - | - | ----------- |
| Falcons | 3 | 10 | 0 | 3 | 16          |
| Saints  | 7 | 0  | 7 | 8 | 22          |

Louisiana Superdome, New Orleans, Louisiana
- Időjárás: Fedett stadion
- Főbíró: Walt Anderson
- Nézőszám: 69 994 fő

### 8. hét: San Francisco 49ers (idegenben)
|        | 1  | 2  | 3 | 4 | Végeredmény |
| ------ | -- | -- | - | - | ----------- |
| Saints | 10 | 14 | 0 | 7 | 31          |
| 49ers  | 0  | 0  | 3 | 7 | 10          |

Bill Walsh Field at Monster Park, San Francisco, Kalifornia
- A játék kezdete: 13:17 PDT
- Időjárás: 17,2 °C (napos)
- Főbíró: John Parry
- Nézőszám: 68 244 fő

### 9. hét: Jacksonville Jaguars
|         | 1  | 2 | 3  | 4 | Végeredmény |
| ------- | -- | - | -- | - | ----------- |
| Jaguars | 17 | 0 | 7  | 0 | 24          |
| Saints  | 17 | 7 | 14 | 3 | 41          |

Louisiana Superdome, New Orleans, Louisiana
- Főbíró: Gerry Austin
- Nézőszám: 70 009 fő
- Közvetítők (CBS): Dick Enberg és Randy Cross

### 10. hét: St. Louis Rams
|        | 1 | 2  | 3  | 4  | Végeredmény |
| ------ | - | -- | -- | -- | ----------- |
| Rams   | 7 | 10 | 10 | 10 | 37          |
| Saints | 7 | 0  | 0  | 22 | 29          |

Louisiana Superdome, New Orleans, Louisiana
- Időjárás: Fedett stadion
- Főbíró: Scott Green
- Nézőszám: 70 003 fő

### 11. hét: Houston Texans (idegenben)
|        | 1 | 2  | 3 | 4 | Végeredmény |
| ------ | - | -- | - | - | ----------- |
| Saints | 3 | 7  | 0 | 0 | 10          |
| Texans | 7 | 10 | 0 | 6 | 23          |

Reliant Stadion, Houston, Texas
- A játék kezdete: 13:00 EDT
- Időjárás: Fedett stadion
- Főbíró: Mike Carey
- Nézőszám: 70 780 fő
- Közvetítők (FOX): Chris Rose és Terry Donahue

### 12. hét: Carolina Panthers (idegenben)
|          | 1 | 2  | 3  | 4 | Végeredmény |
| -------- | - | -- | -- | - | ----------- |
| Saints   | 0 | 10 | 21 | 0 | 31          |
| Panthers | 3 | 3  | 0  | 0 | 6           |

Bank of America Stadion, Charlotte, Észak-Karolina
- A játék kezdete: 13:03 EDT
- Időjárás: 7,8 °C (felhős)
- Főbíró: Jerome Boger
- Nézőszám: 72 032 fő

### 13. hét: Tampa Bay Buccaneers
|            | 1 | 2  | 3 | 4 | Végeredmény |
| ---------- | - | -- | - | - | ----------- |
| Buccaneers | 3 | 10 | 7 | 7 | 27          |
| Saints     | 7 | 7  | 7 | 2 | 23          |

Louisiana Superdome, New Orleans, Louisiana
- A játék kezdete: 16:15 EDT
- Időjárás: Fedett stadion
- Főbíró: Ron Winter
- Nézőszám: 70 009 fő
- Közvetítők (FOX): Sam Rosen és Tim Ryan

### 14. hét: Atlanta Falcons (idegenben)
|         | 1 | 2  | 3  | 4 | Végeredmény |
| ------- | - | -- | -- | - | ----------- |
| Saints  | 7 | 10 | 14 | 3 | 34          |
| Falcons | 7 | 0  | 0  | 7 | 14          |

Georgia Dome, Atlanta, Georgia
- A játék kezdete: 20:30 EDT
- Időjárás: Fedett stadion
- Főbíró: Gene Steratore
- Nézőszám: 69 553 fő
- Közvetítők (ESPN): Mike Tirico, Ron Jaworski, Tony Kornheiser, Michele Tafoya és Suzy Kolber

### 15. hét: Arizona Cardinals
|           | 1 | 2  | 3  | 4 | Végeredmény |
| --------- | - | -- | -- | - | ----------- |
| Cardinals | 7 | 7  | 7  | 3 | 24          |
| Saints    | 7 | 14 | 10 | 0 | 31          |

Louisiana Superdome, New Orleans, Louisiana
- A játék kezdete: 13:00 EDT
- Időjárás: Fedett stadion
- Főbíró: Ed Hochuli
- Nézőszám: 70 007 fő
- Közvetítők (FOX): Ron Pitts és Tony Boselli

### 16. hét: Philadelphia Eagles
|        | 1  | 2 | 3 | 4 | Végeredmény |
| ------ | -- | - | - | - | ----------- |
| Eagles | 21 | 3 | 7 | 7 | 38          |
| Saints | 14 | 3 | 0 | 6 | 23          |

Louisiana Superdome, New Orleans, Louisiana
- A játék kezdete: 13:00 EDT
- Időjárás: Fedett stadion
- Főbíró:

### 17. hét: Chicago Bears (idegenben)
|        | 1  | 2  | 3 | 4 | Végeredmény |
| ------ | -- | -- | - | - | ----------- |
| Saints | 0  | 17 | 0 | 8 | 25          |
| Bears  | 10 | 14 | 7 | 2 | 33          |

Soldier Field, Chicago, Illinois
- A játék kezdete: 13:00 EDT
- Főbíró: Bill Leavy
- Közvetítők (FOX): Dick Stockton és Brian Baldinger

## Fordítás
- Ez a szócikk részben vagy egészben  a(z)   2007 New Orleans Saints season című angol Wikipédia-szócikk ezen változatának fordításán alapul.  Az eredeti cikk szerkesztőit annak laptörténete sorolja fel. Ez a jelzés csupán a megfogalmazás eredetét és a szerzői jogokat jelzi, nem szolgál a cikkben szereplő információk forrásmegjelöléseként.